# Synagoge (Brzeziny)
Koordinaten: 51° 48′ 2,5″ N, 19° 45′ 6,1″ O

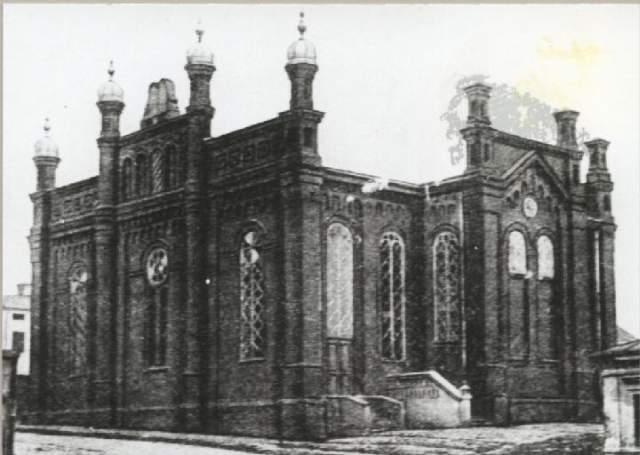
Postkarte mit der Synagoge in Brzeziny (Anfang des 20. Jahrhunderts)

Die Synagoge in Brzeziny, einer polnischen Stadt in der Woiwodschaft Łódź, wurde 1893 errichtet. Die Synagoge wurde von den deutschen Besatzern während des Zweiten Weltkrieges zerstört. 